# Hoogstede
Hoogstede község Németországban, Alsó-Szászországban, Bentheim-Grafschaft járásban. Lakosainak száma 2933 fő (2023. december 31.).

## Földrajza
Hoogstede Wilsum és Gölenkamp községekkel határos.